# マルコ・カネイラ
マルコ・アントニオ・シモンエス・カネイラ（Marco António Simões Caneira, 1979年2月9日 - ）は、ポルトガル・シントラ出身の元サッカー選手。ポジションはディフェンダー。
各世代のポルトガル代表に選出され、将来を嘱望されたDF。ディフェンスラインならばどこでもプレー可能であり、イタリアではサイドハーフもこなしたほどプレー柔軟性が高い。反面便利屋として使われることも少なくない。

## 経歴
1995年にポルトガルのサッカークラブであるスポルティングCPでキャリアをスタート。その後、ポルトガルのクラブを転々とし、2000年にセリエA・インテル・ミラノへ移籍。しかしながら同年、レッジーナにレンタル移籍され、翌年はレンタルという形で再びポルトガルに戻り、ベンフィカでプレーした。2002年、結局インテルでは1試合も出場することもなく、フランスのクラブであるジロンダン・ボルドーへ移籍。
2004年には地元ポルトガルで開催されたEURO2004にポルトガル代表として出場し、準優勝に貢献。その活躍が認められ、バレンシアへレンタル移籍する。2005年、バレンシアに完全移籍するが出場機会は少なく、翌年の1月から1年半、古巣のスポルティングCPへレンタル移籍する。2007-08シーズンはバレンシアに復帰したものの不本意なシーズンを送ることとなり、EURO2008のメンバーからも落選、それ以降代表からの選出はない。シーズン終了後にバレンシアとの契約を解除し、スポルティングに復帰した。2008-09シーズンこそはレギュラーとして活躍したが、2009-10シーズンはわずか7試合の出場に終わり、2010-11シーズンは背番号すら与えられていない苦難のシーズンが続いている。

## 所属クラブ
- 1995-2000  スポルティング・クルーベ・デ・ポルトゥガル

→1997  SCロウリニャネンセ(loan)
→1998  SCサルゲイロス(loan)
→1998-1999  SCベイラ・マル (loan)
→1999-2000  FCアルヴェルカ (loan)
- 2000-2002  インテルナツィオナーレ・ミラノ

→2000-2001  レッジーナ・カルチョ (loan)
→2001-2002  SLベンフィカ (loan)
→2002-2005  FCジロンダン・ボルドー (loan)
- 2003-2005  FCジロンダン・ボルドー

→2004-2005  バレンシアCF (loan)
- 2005-2008  バレンシアCF

→2006-2007  スポルティング・クルーベ・デ・ポルトゥガル (loan)
- 2008-2011  スポルティング・クルーベ・デ・ポルトゥガル
- 2011-2015  ヴィデオトンFC

## 代表歴

### 出場大会
- ポルトガル代表
  - 2002 FIFAワールドカップ
  - 2006 FIFAワールドカップ

### 試合数
- 国際Aマッチ 25試合 0得点（2002年-2008年）[1]

| ポルトガル代表 | 国際Aマッチ | 国際Aマッチ |
| 年             | 出場        | 得点        |
| -------------- | ----------- | ----------- |
| 2002           | 2           | 0           |
| 2003           | 2           | 0           |
| 2004           | 1           | 0           |
| 2005           | 7           | 0           |
| 2006           | 6           | 0           |
| 2007           | 5           | 0           |
| 2008           | 2           | 0           |
| 通算           | 25          | 0           |